# Franz Gabriele
Franz Gabriele (* 18. November 1903 in Oberhollabrunn; † 16. September 1986 in Hollabrunn) war ein österreichischer Politiker (ÖVP).

## Leben
Franz Gabriele besuchte die Technisch-gewerbliche Bundesanstalt und erlernte den Beruf des Bautechnikers. Anschließend studierte er Rechtswissenschaften an der Universität Wien. Er war Urmitglied der katholischen Studentenverbindung KÖHV Franco-Bavaria Wien im ÖCV.
Gabriele war anschließend als Bundesbeamter tätig. Er engagierte sich in der christlichen Beamtengewerkschaft und der Bundesbeamtenkammer. 1946 wurde er Mitglied der Bundesleitung  des Österreichischen Arbeitnehmerinnen- und Arbeitnehmerbundes (ÖAAB) und war Obmann der Bundessektion Öffentlicher Dienst im ÖAAB.

## Politik
Franz Gabriele war Mitglied der Landesparteileitung der Österreichischen Volkspartei (ÖVP) in Wien.
Er war Mitglied des österreichischen Bundesrates vom 10. Dezember 1954 bis 20. November 1962 und Abgeordneter im Nationalrat Österreichs vom 14. Dezember 1962 bis zum 31. März 1970.
Von 1960 bis 1963 sowie 1966 bis 1970 war Franz Gabriele Mitglied der österreichischen Delegation zur Beratenden Versammlung des Europarates.

## Auszeichnungen
- 1966: Großes Silbernes Ehrenzeichen für Verdienste um die Republik Österreich[2]